# Kerens, Texas
Kerens là một thành phố thuộc quận Navarro, tiểu bang Texas, Hoa Kỳ. Năm 2010, dân số của xã này là 1573 người.

## Dân số
- Dân số năm 2000: 1681 người.
- Dân số năm 2010: 1573 người.